# Douangchay Phichit
El general Douangchay Phichit (en lao, ດວງໃຈ ພິຈິດ) (Attapeu, 5 de abril de 1944 – Baan Nadi, 17 de mayo de 2014) fue un políitico y militar laosiano. Era miembro del Politburó del Partido Popular Revolucionario de Laos (desde el séptimo congreso hasta su muerte). Sirvió como Vicepriministro y Ministro de Defensa.
El 17 de mayo de 2014, Phichit y su mujer, la teniente coronel Thanda Phichit, murieron cuando el avión en el que se trasladaban se estrelló en el norte de Laos.
Phichit viajaba a Xiangkhouang para conmemorar el 55.º aniversario de la segunda división del Ejército laosiano.